# Дъждосвирцоподобни
Дъждосвирцоподобните (Charadriiformes) са разред малки до средни на размер птици. Разредът включва около 350 вида, разпространени по всички краища на земята. Повечето живеят в близост до вода и се хранят с безгръбначни или други малки животни, но има и такива които се срещат в пустинни местности или гъсти гори.

## Класификация
Разред Дъждосвирцоподобни
- Подразред Scolopaci
  - Семейство Scolopacidae – Бекасови
- Подразред Thinocori
  - Семейство Rostratulidae – Цветни бекаси
  - Семейство Jacanidae – Яканови
  - Семейство Thinocoridae
  - Семейство Pedionomidae – Австралийски странници
- Подразред Lari
  - Семейство Laridae – Чайкови
  - Семейство Rhynchopidae
  - Семейство Sternidae
  - Семейство Alcidae – Кайрови
  - Семейство Stercorariidae
  - Семейство Glareolidae – Огърличникови
  - Семейство Pluvianidae
  - Семейство Dromadidae – Ракоядни дъждосвирци
- Подразред Turnici
  - Семейство Turnicidae – Трипръсткови
- Подразред Chionidi
  - Семейство Burhinidae
  - Семейство Chionididae
  - Семейство Pluvianellidae
- Подразред Charadrii
  - Семейство Ibidorhynchidae – Сърпоклюнови
  - Семейство Recurvirostridae
  - Семейство Haematopodidae
  - Семейство Charadriidae – Дъждосвирцови